# ألثرين

ألثرين 1 (R = −CH_{3})
ألثرين 2 (R = −COOCH_{3})

الألثرينات (بالإنجليزية: Allethrins) هي مركبات كيميائية مشتقة من البيريثرويد، وتستخدم كمبيدات حشرية. صنعت في الولايات المتحدة عام 1949 بواسطة ملتون شتشتر وكانت أول أنواع البيريثرويد.

## التأثير
يعد الألثرين ذا تأثير سمي منخفض للإنسان والطيور لكنه ذو تأثير سمي عال للأسماك والحيوانات المائية اللافقرية، كما أن تأثيره خفيف على النحل. أما القطط، فيعد الألثرين ساما لها بسبب عدم امتلاكها أنواعا من ناقلة الغلوكورونويل أو أنها قليلة، وهذه الناقلة لها دور في الأيض الكبدي ومنع التسمم.

## الاستخدام
يستخدم في الكثير من المبيدات الحشرية بضمنها المبيد ريد ولفائف البعوض.
تستخدم هذه المواد بطريقة رش قليل الحجم في مكافحة البعوض خارج المنازل.

## التركيب الكيميائي
يحتوي ألثرين 1 على مجموعة الميثيل بينما يحتوي ألثرين 2 على مجموعة إستر في موقع واحد. نوعي الألثرين يمتلكان أنواع مختلفة من التماكب الفراغي. فعلى سبيل المثال، بيوالثرين يحتوي على نوعين من التماكب الفراغي لألثرين 1 بنسبة 1:1 تقريبا، بينما يحتوي إسبيوثرين على نسبة 3:1 تقريبا.